# Kurier z Warszawy (książka)
Kurier z Warszawy – książka autorstwa Jana Nowaka-Jeziorańskiego wydana po raz pierwszy w 1978 w Londynie.
Pamiętnik emisariusza Armii Krajowej. Przedmowę do pierwszego wydania napisał Edward Raczyński. Książka składa się z dziewięciu części i epilogu. Autor opowiada o swoim życiu przed, w czasie i po II wojnie światowej. Opisuje życie w okupowanej stolicy, kolejne próby wydostania się z okupowanej Polski i przekazywanie aliantom informacji o sytuacji w kraju.
Pierwszy raz książkę wydano w Londynie 1978 roku (ISBN 0-903705-184), w Polsce po raz pierwszy legalnie w 1989 została wydana przez Społeczny Instytut Wydawniczy Znak.